# Darke Lake Park
Darke Lake Park är en park i Kanada.   Den ligger i provinsen British Columbia, i den södra delen av landet, 3 300 km väster om huvudstaden Ottawa. Darke Lake Park ligger 965 meter över havet.
Terrängen runt Darke Lake Park är lite bergig, och sluttar österut. Runt Darke Lake Park är det mycket glesbefolkat, med 4 invånare per kvadratkilometer.. Närmaste större samhälle är Peachland, 10,3 km öster om Darke Lake Park.
I omgivningarna runt Darke Lake Park växer i huvudsak barrskog.